# Видение Аллаха
Видение Аллаха (араб. رعية الله) — один из догматических вопросов, который интенсивно обсуждается в школах исламского калама. В этой дискуссии сунниты рассматриваются как сторонники возможности увидеть Бога в загробной жизни, тогда как мутазилиты выступили против идеи видимости Бога. Мутакаллимы обеих школ спорили с утверждениями Корана и философскими концепциями. Вот почему видение Бога обсуждалось как в книгах по каламу, так и в комментариях к Корану обеих сторон. Арабская грамматика также сыграла важную роль в споре.

## Разногласия
В Коране и хадисах существуют различные толкования относительно того, видел ли исламский пророк Мухаммед Аллаха во время вознесения и во сне. Разногласия по поводу этих толкований часто приводили к конфликтам, когда исламские течения иногда объявляли друг друга в неверии. Однако большинство суннитских учёных сходятся во мнении, что праведники увидят Аллаха в Судный день. Видение Аллаха впервые обсуждалось в исламской богословской литературе в «Васият Аби Ханифа» («Совет Абу Ханифы»), приписываемый имаму Абу Ханифе. Видение Аллаха также можно найти в двух местах в исповедании Абу Ханифы «аль-Фикх аль-Акбар» и в «Ар-Радд аль-Ахмия ва-з-занадика» Ахмада Ибн Ханбаля.
Возможность увидеть Аллаха была одним важным предметом разногласий между различными богословскими школами ислама. Хотя сунниты различных богословских школ (ханбалиты, куллябиты, ашариты, каррамиты и матуридиты) считают это возможным, эта концепция была отвергнута джахмитами, мутазилитами, хариджитами, зейдитами и большинством мурджиитов. Среди шиитов-имамитов самые ранние богословы, такие как Хишам ибн аль-Хакам, которые придерживались телесного взгляда на Аллаха, считали видение Бога возможным, тогда как более поздние теологи, такие как аль-Кулайни и Ибн Бабавайх, отвергали его. То же самое относится и к ибадитам, которые, по словам Эдуарда Сахау, считают еретиками всех мусульман, «которые допускают толкование, что праведники видят Бога в загробной жизни».